# پوماسیلو
پوماسیلو (به اسپانیایی: Pumasillo) یک کوه در پرو است که در استان لا کونونسیون واقع شده‌است. پوماسیلو ۵٬۹۹۱ متر بالاتر از سطح دریا واقع شده‌است.